# Defumação

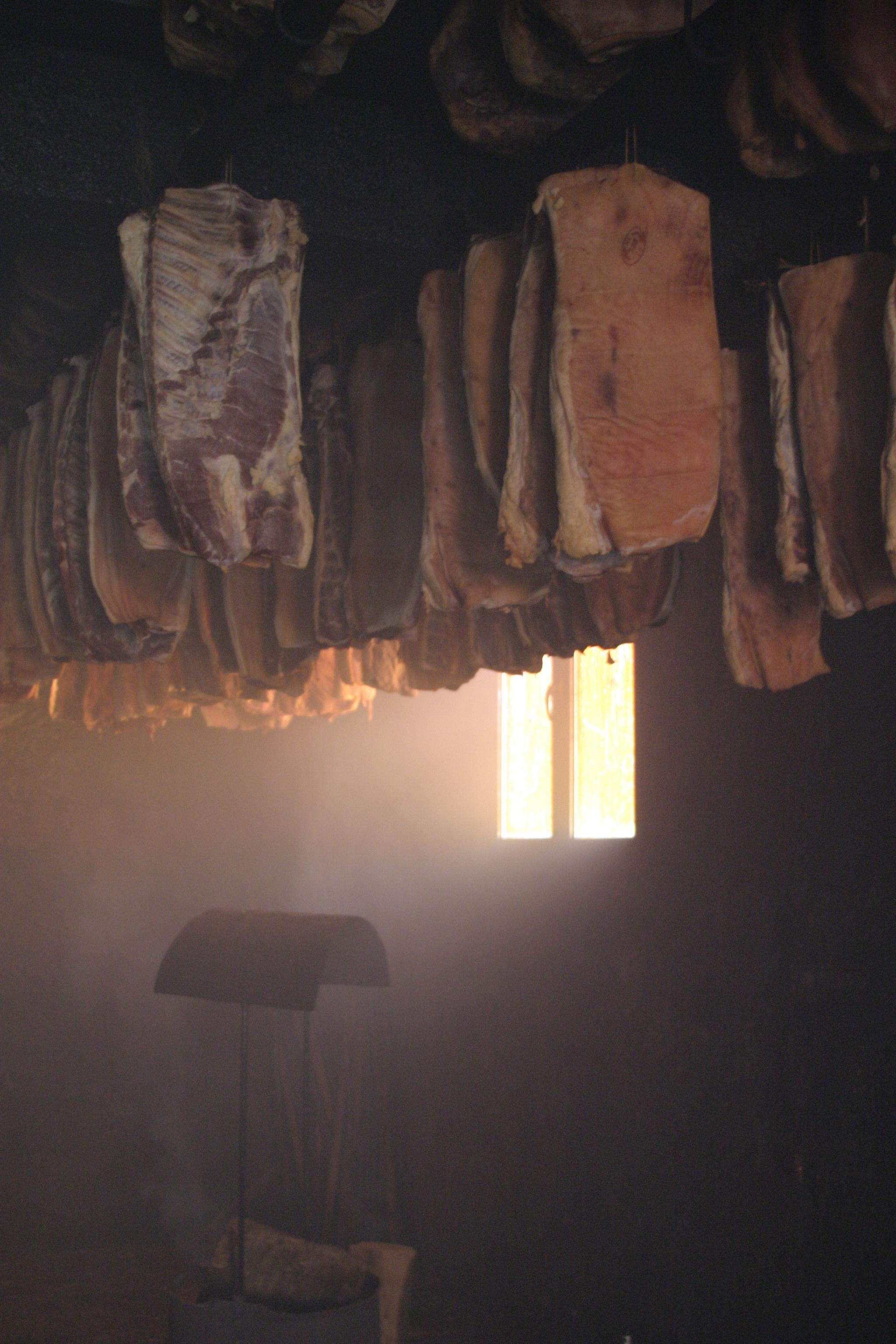
Fumagem de carne no Montenegro.

A defumação (português brasileiro) ou fumagem (português europeu) é o processo de expor alguns tipos de alimentos à fumaça proveniente da queima de partes de plantas, com o objetivo de os conservar e modificar o seu sabor. Os alimentos que frequentemente são defumados são as carnes, em especial os enchidos (português europeu) ou embutidos (português brasileiro), e certos tipos de peixes como por exemplo o salmão. Os produtos defumados têm boa aceitação no mercado e são prontos para consumo, não necessitando de qualquer outra forma de preparo adicional.
Há três tipos de defumação tradicional: a quente, a morna e a fria. A diferença está na temperatura empregada durante o processo. A carne defumada a frio é mais saborosa, no entanto, tem menor vida de prateleira, tal como para o pescado. A defumação é o processo de conservação mais indicado para pescados gordurosos, pois a gordura ajuda na retenção de compostos aromáticos da fumaça, que além de exercerem a função de conferir sabor e odor agradáveis, estendem a durabilidade do produto, evitando a rancificação dos mesmos. A fumaça também tem efeito bactericida.
O combustível utilizado na queima é a madeira. O carvalho e o elmo são as mais indicadas, devendo ser evitadas madeiras resinosas, que dão sabor desagradável ao produto. A combustão e formação de substâncias aromáticas desejáveis é afetada por inúmeros fatores, tais como a estrutura e espessura da madeira, a profundidade da camada de cinzas que se forma e o arraste da fumaça pelo ar aquecido. A combustão não deve ser incompleta, nem excessiva, pois desse modo não se formarão as substâncias desejadas. Por isso, é necessária uma queima controlada, com controle do ar admitido na unidade geradora de fumaça.